# Giulio Cabianca

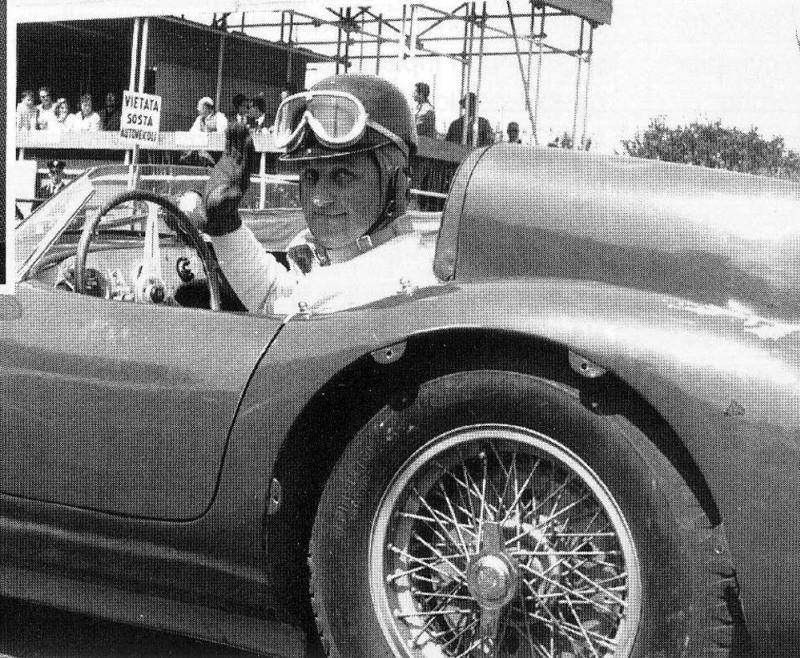
Giulio Cabianca omstreeks 1960

Giulio Cabianca (Verona, 19 februari 1923 – Modena, 15 juni 1961) was een Formule 1-coureur uit Italië. Hij reed 4 Grands Prix tussen 1958 en 1960 voor de teams OSCA, Maserati en Cooper. Zijn beste resultaat was in de Grand Prix van Italië van 1960; hij werd hier vierde.